# Hermanubis

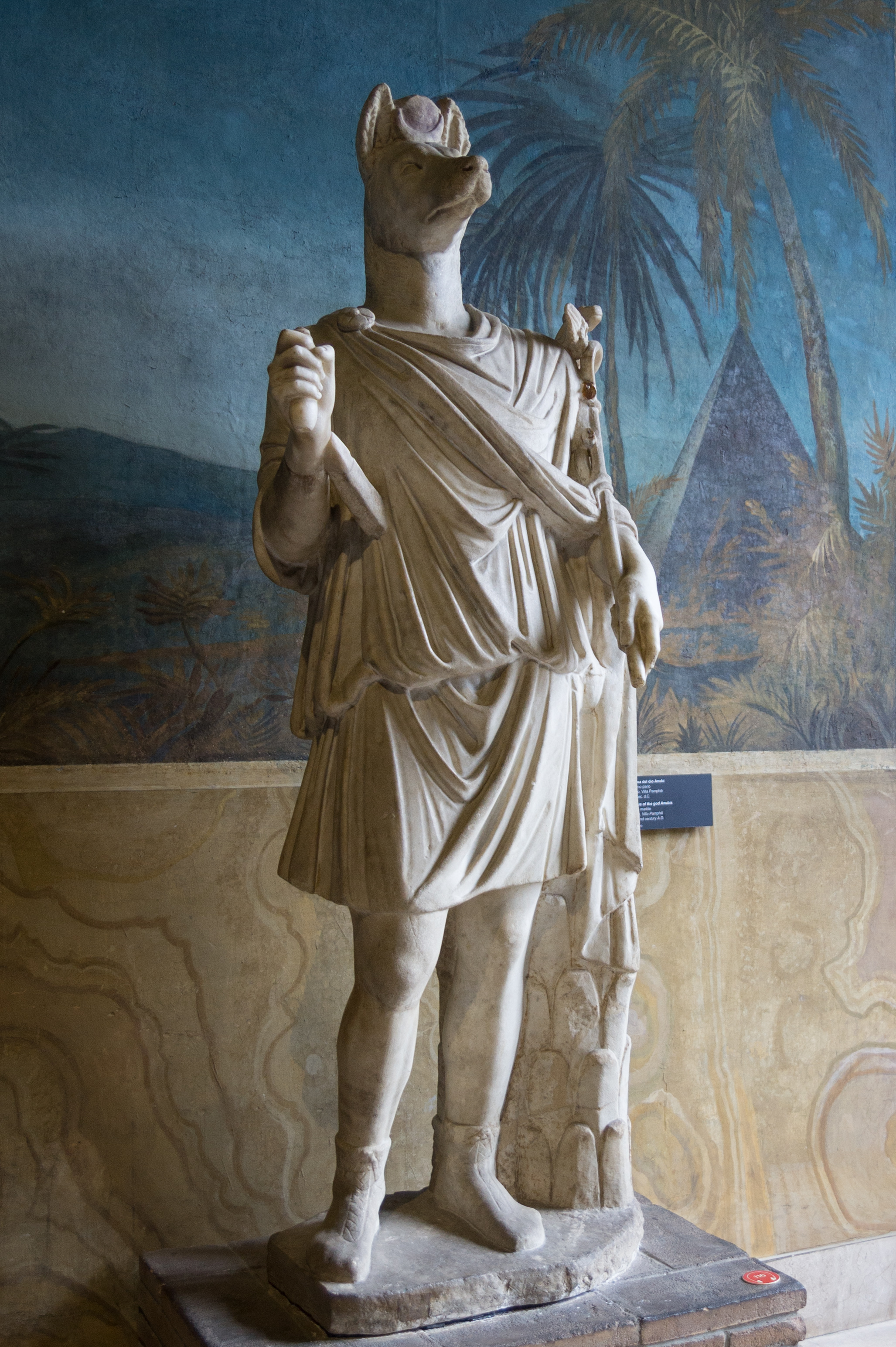
Hermanubis, combinando características de Anubis y Hermes, mármol blanco, - (Museos Vaticanos).

En la mitología clásica, Hermanubis (griego: Ἑρμανοῦβις) era un dios resultante de la combinación de Hermes (mitología griega) con Anubis (mitología egipcia). Es hijo de Osiris y Neftis.
La similitud entre las tareas asociadas a Hermes y Anubis (ambos conducían las almas) dio lugar al dios Hermanubis. Fue popular durante el período de dominación romana de Egipto. Se representaba con cuerpo de hombre y cabeza de chacal, con el caduceo sagrado que pertenecía a Hermes. Representaba el sacerdocio.
El nombre divino Ἑρμανοῦβις se conoce por una gran cantidad de fuentes literarias y epigráficas, la mayoría de ellas de época romana. Plutarco cita este nombre como designación de Anubis en su aspecto relacionado con el inframundo, mientras que Porfirio se refiere a Hermanubis como σύνθετος "compuesto" y μιξέλλην "semigriego".
Aunque este tipo de combinación de nombres no era común en la religión tradicional griega, la doble determinación de Hermanubis cuenta con ciertos paralelismos en época temprana. El ejemplo más obvio lo constituye el dios Hermafrodito, que data del siglo IV a. C. en adelante, pero su nombre implica la unión paradójica de dos dioses diferentes (Hermes y Afrodita), en lugar de una asimilación como la que se da en Hermanubis.